# Gary Barlow
Gary Barlow (Frodsham, Cheshire, 21 de enero de 1971) es un cantautor, compositor, pianista y productor inglés. Es miembro del grupo pop Take That, y está considerado como uno de los compositores de más éxito en Reino Unido, habiendo escrito 14 números 1 y 24 éxitos que han alcanzado el top 10. Tiene tres singles número 1, seis singles top 10 y dos álbumes que han alcanzado el número 1 como artista en solitario y ha conseguido situar 17 éxitos en el top 5, 12 singles número 1 y 7 álbumes número 1 con Take That. [cita requerida] Produjo, además, el sencillo de Mónica Naranjo «No voy a llorar» y su versión en inglés «I Ain't Gonna Cry».
Ha sido parte del jurado de las ediciones 8, 9 y 10 del programa X-Factor (en su versión inglesa).
En total ha vendido 50 millones de copias en todo el mundo y en 2012 se le condecoró con la Medalla de la Orden del Imperio Británico por sus servicios musicales y caritativos. 
En seis ocasiones ha recibido el prestigioso Ivor Novello Awards.

## Carrera
A los 15 años, Barlow participó en el concurso A Song For Christmas del programa Pebble Mill at One de la BBC, con la canción «Let's Pray For Christmas». Llegó hasta la semifinal y fue invitado al West Heath Studios para grabar la canción. En 2012 Gary Barlow, junto a Commonwealth Band y a las Mujeres de Soldados británicos, creó la canción "Sing" con propósito mostrarla y cantarla en el 60 aniversario de la reina Isabel II.
En 1990, nombró al agente Barry Woolley como su mánager y grabó un sencillo («Love Is In The Air») bajo el nombre de Kurtis Rush. El sencillo falló comercialmente.

### Take That
Barlow comenzó a influenciarse por el mánager Nigel Martin-Smith y formó Take That, convirtiéndose en el principal vocalista.
La banda se formó con Howard Donald, Jason Orange, Mark Owen y Robbie Williams llegando a ser uno de los grupos más exitosos del Reino Unido, con ocho sencillos y dos álbumes en el número 1. La mayoría de las canciones fueron escritas e interpretadas por Barlow entre las cuales se destaca «Back for Good» siendo su primer gran éxito mundial. 
En 1996 la banda anuncia su separación, que fue precipitada por la salida de Williams en 1995, creando mucha expectación entre los medios y una gran decepción por sus fans y admiradoras.

### Carrera en solitario
En ese mismo año Barlow lanza su primer sencillo, «Forever Love» que fue número 1 en el Reino Unido y top 10 en Europa convirtiéndose en su canción más conocida.[cita requerida]  Al año siguiente salió al mercado su primer álbum Open Road que llegó a vender más de 2 millones de copias en todo el mundo.[cita requerida]
Su segundo álbum fue Twelve Months, Eleven Days, lanzado en 1999, pero debido a la escasa promoción del álbum solo pudo lograr el número 35 en las listas británicas, muy por debajo de las expectativas de Barlow. Por eso se separó de su compañía discográfica, BMG, dando por concluida su carrera.

### Regreso a Take That
Tras años alejado de la vida pública, en 2005 Barlow se reunió con sus compañeros de Take That, a excepción de Williams, para una gira del grupo, llamada The Ultimate Tour.
El álbum se tituló Beautiful World con el sencillo «Patience» que logró ser número 1 en el Reino Unido, Alemania, España y Suiza y alcanzó el top 10 en los demás países europeos.[cita requerida]  Para promoción del álbum realizaron el Beautiful World Tour.
En 2008, lanzaron The Circus, destacándose el primer sencillo «Greatest Day».
En 2010, colaboró con Robbie Williams en un dueto en la canción «Shame». Más tarde Williams volvió al grupo para el estreno del álbum Progress.

## Since I Saw You Last
Gary Barlow lanzó su cuarto álbum en solitario, "Since I Saw You Last", el 22 de noviembre de 2013. El disco se destaca por el sencillo Let Me Go y por el dueto de Barlow con Elton John en la canción Face to Face.

## Vida personal
En 2000 se casó con Dawn Andrews, que era una de las bailarinas de la gira Nobody Else (1995). Tienen tres hijos, Daniel (nacido en 2000), Emily (nacida en 2002) y Margarita (nacida en 2009). Barlow y su esposa esperaban a su cuarta hija, Poppy, pero nació muerta el 4 de agosto de 2012.

## Autobiografía
En octubre de 2018 se editó su libro autobiográfico “A Better Me” en el que Barlow habla sobre temas que los hombres pocas veces tratan y evitan. Allí relata con todo detalle como se sumergió en una profunda depresión y problemas de ansiedad cuando su hija Poppy nació muerta en la víspera de la ceremonia de clausura de los JJ. OO. de Londres en 2012 (en la que precisamente él actuaba), que se tradujeron también en trastornos alimenticios, algo recurrente desde que Take That se separó en 1996.  "Fue importante para mi hablar sobre algo malo que sucedió y cómo me hizo sentir. Puedes coger varias revistas y saber cómo las mujeres afrontan todo tipo de situaciones dramáticas pero, por alguna razón, los hombres no hablan de esas cosas, así que creo que fue importante para mí, como hombre, hablar sobre esa etapa de mi vida", explicó el cantante en las entrevistas concedidas por la presentación del libro. 
En junio de 2019 se editó una edición de bolsillo del libro, que incluye un nuevo capítulo.

## Discos en solitario
- Open Road (1998) (incluyendo la canción Ayúdame en la versión española)
- Twelve Months, Eleven Days (1999)
- Sing (2012)
- Since I Saw You Last (2013)
- Open Road 21st Anniversary Edition (2018)
- Music played by humans (2020)